# Džarábulus
Džarábulus (arabsky جرابلس ‎) je město na severu Sýrie v guvernorátu Aleppo. V roce 2004 měl přes jedenáct tisíc obyvatel.

## Poloha a doprava
Leží na břehu Eufratu od roku 1999 přehrazeného jižněji položenou přehradou Tišrín. Severně od něj prochází syrsko-turecká hranice, za kterou leží turecké město Karkamış. Z Karkamışu na jih přes Džarábulus vede silnice do Manbidže.